# Norbert Visser
Norbert Visser (* 9. Mai 1919 in Haarlem; † 16. November 2003 in Schoorl) war ein niederländischer Musiker und Instrumentenbauer.

## Leben und Wirken
Nach dem Violinstudium am Konservatorium in Den Haag war Visser für einige Jahre konzertierend und unterrichtend tätig. 1953 lernte er durch den Geigenbauer Karl Weidler die Ideen des Wiener Instrumentenbauers Franz Thomastik zu Weiterentwicklungen im Streichinstrumentenbau kennen. In der Folgezeit arbeitete er, zusammen mit dem Geigenbauer Josef Musil, an der Entwicklung eines eigenen Geigenmodells, später bekannt unter der Bezeichnung Choroi-Geige. Ab 1959 begann Visser weitere Instrumente zu entwickeln. Es entstanden Leiermodelle, anknüpfend an den Leierbau von Edmund Pracht und Lothar Gärtner, sowie neue Metallophone. Mit der 1964 gemeinsam mit dem Arzt und Heilpädagogen Bernard Lievegoed gegründeten Stiftung „Kind und Instrument“ etablierte sich der Choroi-Musikinstrumentenbau mit dem Ziel, aus neuen Klangvorstellungen konzipierte Instrumente in sozialtherapeutischen Werkstätten herzustellen. 1966 gründete Norbert Visser die sozialtherapeutische Einrichtung Scorlewald in Nordholland. In den Folgejahren entstanden hier und in einem europaweiten Verbund sozialtherapeutischer Werkstätten weitere Blas-, Saiten- und Schlaginstrumente. Besonders die 1968 zusammen mit Julius Knierim und Helmut Hofstetter entwickelte Kinderharfe und die seit 1969 in Järna (Schweden) gebaute pentatonische Choroi-Flöte haben weltweite Verbreitung gefunden.

## Werke
- Das Tongeheimnis der Materie. Über Form und Materialität beim Musikinstrumentenbau. Järna 1984.
- Het mysterie van de toon in mens, ruimte en materie. Schoorl 1997.
- Dagboek van de nacht. Schoorl 1998.